# Morti nel 1110
| Questa pagina contiene informazioni ricavate automaticamente dalle voci biografiche con l'ausilio del template Bio e di un bot. L'aggiornamento è periodico e automatico e ricostruisce completamente la pagina. Se manca una persona in questa lista, sei pregato di non aggiungerla, ma accertati piuttosto che la sua voce biografica contenga il template Bio e che i dati anagrafici siano correttamente compilati. Se il template Bio manca, inseriscilo tu stesso o, in alternativa, metti l'avviso {{tmp\|Bio}} che ne segnala la mancanza. Se i dati riportati sono sbagliati, correggi direttamente la voce biografica; le modifiche saranno visibili in questa lista entro pochi giorni. Per chiarimenti vedi il progetto biografie. La lista contiene solo le 10 persone che sono citate nell'enciclopedia e per le quali è stato implementato correttamente il template Bio. Pagina aggiornata al 19 ott 2024. |

- 24 gennaio - Al-Musta'in II, re
- 11 luglio - Elia I del Maine, conte
- 12 novembre - Gebeardo III di Zähringen, vescovo cattolico tedesco
- Corrado I del Württemberg, nobile
- Guglielmo Giordano di Cerdanya, nobile
- Ingold I di Svezia, re svedese
- Giorgio Paleologo, generale e militare bizantino
- Ugo VI di Lusignano, nobile francese
- Roberto Scalio, nobile (n. 1068)
- Guglielmo Ugo I di Baux, sovrano francese (n. 1050)